# Bollywood
| Producția anuală a Casei de filme Hindu |       |
| Anul                                    | Filme |
| 1935                                    | 154   |
| 1945                                    | 73    |
| 1955                                    | 125   |
| 1965                                    | 98    |
| 1975                                    | 119   |
| 1985                                    | 185   |
| 1995                                    | 157   |

Cinematografia Hindi, adesea numită în mod subtil ca  Bollywood, este industria cinematografică indiană în limba hindi, cu sediul în orașul Mumbai (fostul Bombay), Maharashtra, India.  Termenul fiind un cuvânt telescopat al "Bombay" și "Hollywood", Bollywood face parte din marea cinematografie din India (cunoscută și sub numele de Indywood), care include și alte centre de producție care produc filme în alte limbi indiene. Din punct de vedere lingvistic, filmele Bollywood tind să folosească un dialect hindi-urdu, sau Hindustană, înțelegându-se reciproc atât de către vorbitorii hindi, cât și de cei din urdu, în timp ce filmele moderne Bollywood încorporează tot mai mult elementele lui Hinglish (o combinație a limbii engleze și cea hindi).
Filmul indian este cea mai mare industrie cinematografică din lume în ceea ce privește producția de filme, cu o producție anuală de 1.986 de filme artistice începând din 2017, iar Bollywood este cel mai mare producător de filme, cu 364 filme hindi producătoare anual de la 2017. Bollywood reprezintă 43% din venitul net al box-office-ului indian, în timp ce cinematografele Tamil și Telugu reprezintă 36%, iar restul cinematografiei regionale constituie 21% din 2014. Bollywoodul este astfel unul dintre cele mai mari centre de producție de filme din lume. Potrivit anumitor știri, în ceea ce privește vânzările de bilete în 2001, cinematografia indiană a vândut aproximativ 3.6 miliarde de bilete anual pe glob, în comparație cu 2,6 miliarde de bilete vândute de la Hollywood.

## Etimologie
Numele "Bollywood" este un cuvânt telescopat, derivat din Bombay (fostul nume pentru Mumbai) și Hollywood (în California), centrul industriei americane de film. Schema de numire pentru "Bollywood" a fost inspirată de "Tollywood", numele folosit pentru a face referire la cinematografia din Bengalul de Vest. Datând din 1932, "Tollywood" a fost cel mai vechi nume inspirat de Hollywood, referindu-se la industria cinematografică bengaleză din Tollygunge (în Calcutta, Bengalul de Vest), al cărei nume este "Hollywood" și a fost centrul cinematografiei din India la acea vreme. Aceasta a fost "juxtapunere de două perechi de silabe ce rimează", Holly și Tolly, care au dus la denumirea combinată inventată "Tollywood" .

## Istoric

### Istoricul timpuriu (anii 1910-1940)

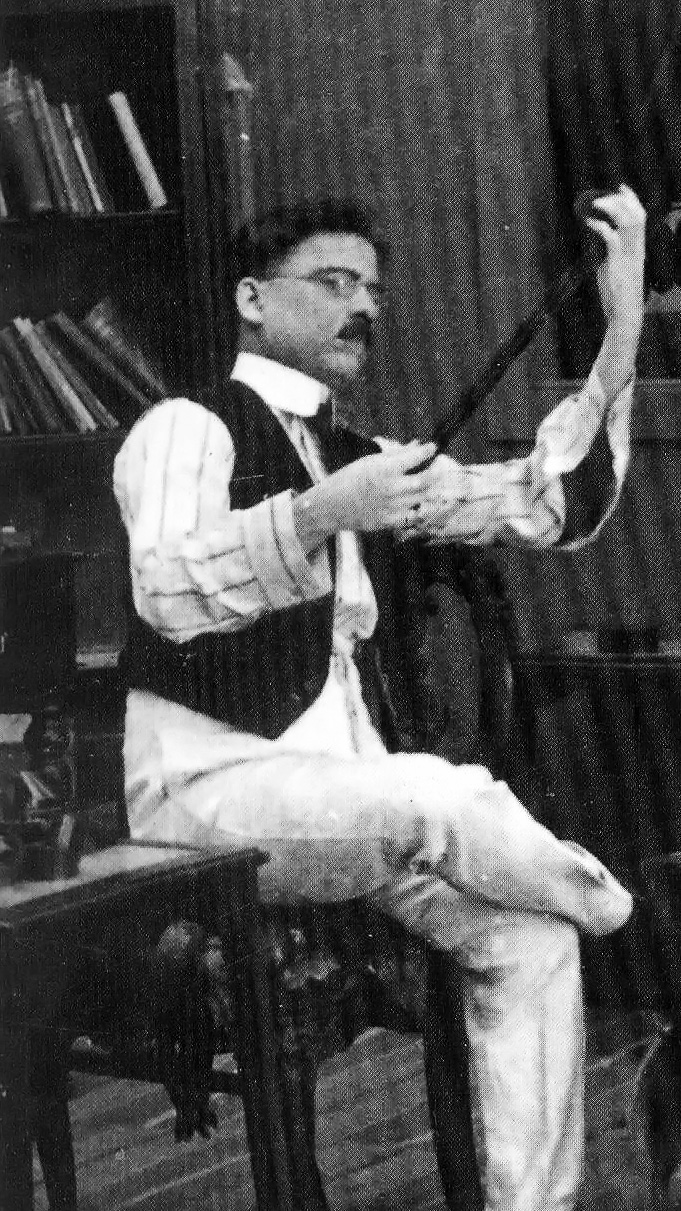
Dadasaheb Phalke este considerat tatăl cinematografiei indiane, inclusiv Bollywood.

Raja Harishchandra (1913), de Dadasaheb Phalke, este cunoscut sub numele de primul film fără sunet realizat în India. Până în anii 1930, industria producea peste 200 de filme pe an. Primul film indian cu sunet, Alam Ara (1931) de Ardeshir Irani, a fost un succes comercial major. În mod clar a existat o piață uriașă pentru emisiuni și musical-uri; Bollywood și toate industriile de filme regionale au trecut repede la filmele cu sunet.

### Epoca de aur (sfârșitul anilor 1940-1960)
În urma independenței Indiei, perioada de la sfârșitul anilor 1940 până la începutul anilor 1960 este considerată de istoricii de film ca fiind "epoca de aur" a cinematografiei hindi.  Unele dintre cele mai apreciate filme hindi ale tuturor timpurilor au fost produse în această perioadă. 

### Bollywood Clasic (anii 1970-1980)
La începutul anilor '70, cinematograful hindi se confrunta cu stagnare tematică, dominată de filme de dragoste muzicale. Sosirea duetului de scenariști Salim-Javed, alcătuită din Salim Khan și Javed Akhtar, a marcat o schimbare de paradigmă, revitalizând industria.

### Noul Bollywood (1990-prezent)
La sfârșitul anilor 1980, cinematograful hindi a cunoscut o altă perioadă de stagnare, cu o scădere a participării la box office, din cauza creșterii violenței, scăderii calității melodice muzicale și a creșterii pirateriei video, ceea ce a dus la abandonarea teatrelor de audiența de familie din clasa de mijloc. Punctul de cotitură a venit cu 'Qayamat Se Qayamat Tak' (1988), regizat de Mansoor Khan, scris și produs de tatăl său, Nasir Hussain, și cu vărul său Aamir Khan cu Juhi Chawla. Amestecul său de tinerețe, divertisment sănătos, cote emoționale și melodii puternice au adus audiențe de familie înapoi pe marele ecrane.

## Cântecul și dansul Bollywood

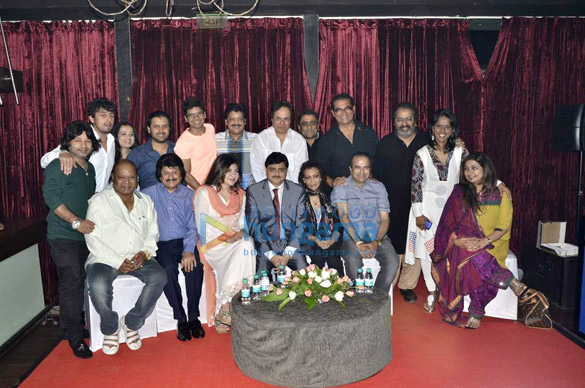
Un grup de cântăreți de la Bollywood la Asociația Drepturilor Cântăreților din India (ISRA) reunire în 2013.

Muzica de film Bollywood se numește muzică 'filmi' (din hindi, adică "de filme"). Cântecele din filmele Bollywood sunt, în general, pre-înregistrate de cântăreți profesioniști, iar actorii, pe playback, sevsincronizează pe cuvintele cântecelor de pe ecran, adesea în timp ce dansează. În timp ce majoritatea actorilor, în special astăzi, sunt dansatori excelenți, puțini sunt și cântăreți. O excepție notabilă a fost Kishore Kumar, care a jucat în mai multe filme importante în anii 1950, având în același timp o carieră stelară ca și cântăreț pentru playback. K. L. Saigal, Suraiyya și Noor Jehan erau, de asemenea, cunoscuți atât ca cântăreți, cât și ca actori. Unii actori din ultimii treizeci de ani au cântat singuri una sau mai multe melodii; pentru o listă, vedeți actori și actrițe ce cântă  în cinematografia indiană din la Ajooba.

## Caracteristicile filmului
Cinematograful din India evoluează constant. De multe ori, filmele artistice, dramele puternice, în care au fost făcute multe lucrări creative la toate nivelurile, apar pe ecrane. Cu toate acestea, majoritatea filmelor sunt filmate în conformitate cu un șablon. Teren stereotipic, actori care lucrează pentru taxe minime. O mare atenție în cinema Bollywood este plătită componentei muzicale. Adesea, succesul filmului depinde de calitatea muzicii și a cântecelor. Soundtracks sunt lansate chiar înainte de premiera filmului însuși pentru a spori interesul publicului.
O parte semnificativă a publicului - reprezentanți ai straturilor sărace ale populației țării, acest factor este de asemenea luat în considerare la filmarea filmelor. Locul central al complotului este adesea luat de o persoană simplă, care prin puterea spiritului său poate rezista nedreptății și răului. Abundența de culori, costume frumoase și muzică, care îi ajută pe spectatori să uite de câteva ore probleme de zi cu zi, au un impact asupra industriei de frumusețe. Practic, toate modelele indiene, cum ar fi câștigătoarele concursului Miss World din 1994 Aishwarya Rai, Lara Dutta (Miss Univers 2000) și Priyanka Chopra (Miss World 2000), mai devreme sau mai târziu își încep cariera în film.

## Vezi și
- Listă de filme Bollywood de groază